# Keratometr

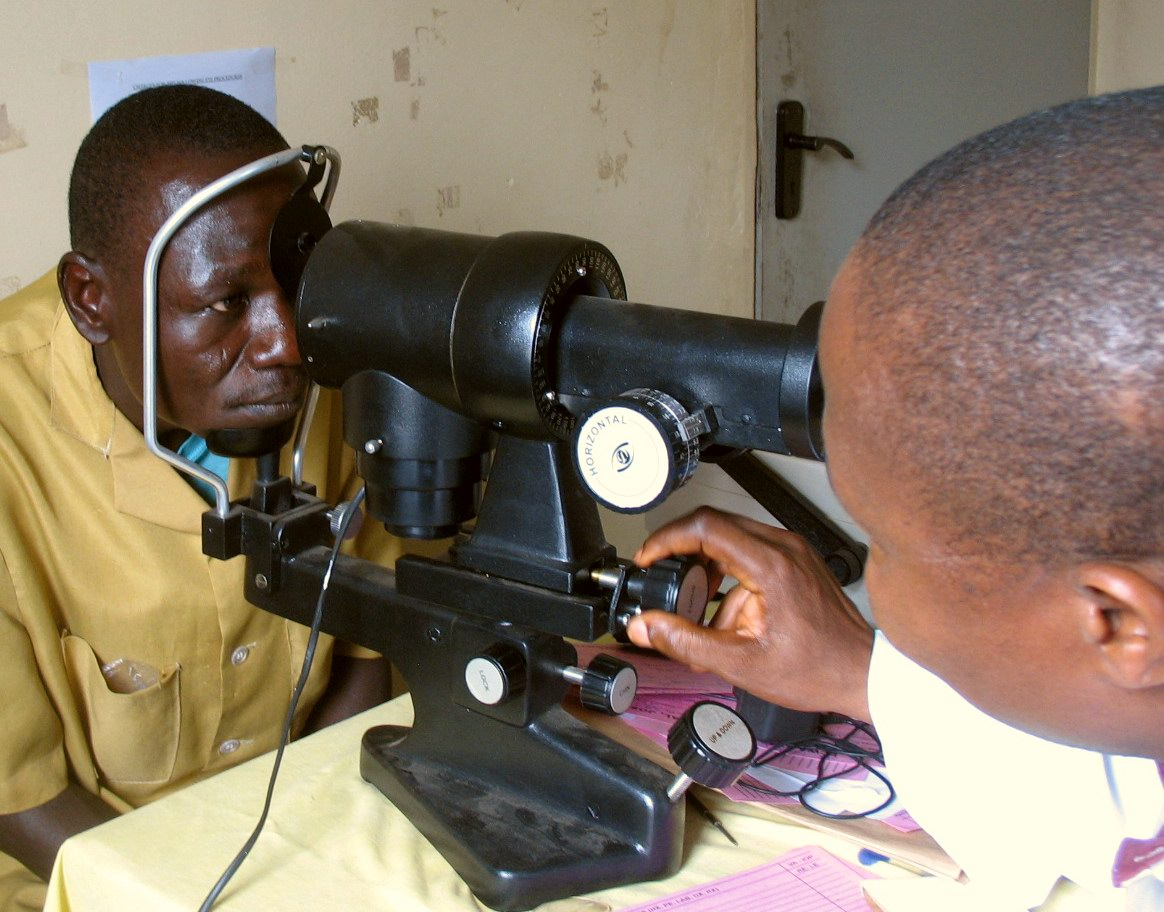
Badanie z użyciem keratometru

Keratometr, oftalmometr – przyrząd diagnostyczny służący do pomiaru krzywizny przedniej powierzchni rogówki, a w szczególności do mierzenia stopnia i osi astygmatyzmu.

## Historia
Idea działania oftalmometru została po raz pierwszy opisana w 1619 przez niemieckiego matematyka i astronoma, jezuitę Christopha Scheinera, który napisał, że potrafiłby zmierzyć krzywiznę rogówki, porównując ją z działaniem sferycznych luster o znanych parametrach, jednak nie opisał żadnych rzeczywistych pomiarów tą metodą. W 1728 Francois-Pourfour du Petit zbudował przyrząd oparty na tej samej zasadzie, ale z powodu swojej konstrukcji nadawał się on tylko do pomiarów na zwłokach. W 1794 i 1796 dwa przyrządy zdolne do obserwacji u żyjących pacjentów wykonali Jesse Ramsden i Everard Home, ale dokonywali nimi innych pomiarów, bo interesowały ich zmiany średnicy rogówki i ich związek z mechanizmem akomodacji oka. Później Rudolf Kohlrausch i Karl Eduard Senf dokonywali pomiarów średnicy, ale ich wyniki nie były w pełni wiarygodne, bo badanie wymagało absolutnego bezruchu oka.
Ostatecznie dopiero konstrukcja oftalmometru niemieckiego fizjologa Hermanna von Helmholtza z 1850 r. rozwiązała ten problem i pozwoliła na wiarygodne pomiary u żywego pacjenta. Jednak późniejsze opinie praktyków wskazywały na niewygodę jego używania i długi czas pomiarów, co czyniło z niego narzędzie bardziej laboratoryjne niż kliniczne.
Naprawdę praktyczne urządzenie przedstawili ostatecznie w 1881 Francuz Louis Emile Javal i Norweg Hjalmar August Schiötz. Po dalszych ulepszeniach i zmianie nazwy na keratometr jest on nadal użytkowany w celu pomiarów rogówki, w tym astygmatyzmu.

## Zasada działania
Rogówka jest jednocześnie wypukłą powierzchnią zakrzywiającą światło, jak też wypukłą powierzchnią odbijającą światło. W zasadzie pomiar zakrzywienia rogówki wymaga tylko dokonania pomiarów odbicia wzorca o znanym rozmiarze i odległości od powierzchni rogówki przez lunetkę, a następnie wykonania obliczeń z wykorzystaniem założonego współczynnika załamania światła.
Problemem jest to, że drobne mimowolne ruchy oka powodują praktyczną niemożność ustawienia początku przyrządu pomiarowego na jednej krawędzi obrazu i odczytania położenia drugiej krawędzi, gdyż – zanim to nastąpi – oko lekko się przesunie. Wynalazkiem Helmholtza było optyczne podwojenie obrazów obu krawędzi wzorca tak, aby pomiar polegał na ich nałożeniu na siebie. Helmholtz używał do tego odbicia światła od dwóch równoległych płytek, które Javal i Schiötz zastąpili pryzmatem.